# Dinamarqueses
Os dinamarqueses ou danos são um grupo étnico germânico da Escandinávia que falam a língua dinamarquesa, uma das línguas germânicas. A maioria dos dinamarqueses vivem na Dinamarca.